# Jizzax (tỉnh)
Tỉnh Jizzax là một tỉnh của Uzbekistan. Tỉnh nằm ở trung tâm của đất nước. Tỉnh giáp với Tajikstan phía nam và phía đông nam, tỉnh Samarqand phía tây, tỉnh Navoiy phía tây bắc, Kazakhstan ở phía bắc, và tỉnh Sirdaryo về phía đông. Tỉnh có diện tích 20.500 km ². Dân số ước tính khoảng 910.500 người, với một số 80% sống ở nông thôn.
Thủ phủ của tỉnh là Jizzakh (dân số ước 127.500 cư dân). Các thị trấn lớn khác bao gồm Dustlik, Gagarin, Gallyaaral (Gallaorol), Pakhtakor, và Mardjanbulak. Jizzakh tỉnh trước đây là một phần của Sirdaryo tỉnh nhưng đã được đưa ra riêng biệt trong năm 1973.
Khí hậu thường lục địa, với mùa đông ôn hòa, mùa hè nóng, khô hạn.
Nền kinh tế của tỉnh Jizzakh chủ yếu dựa vào nông nghiệp. Bông và lúa mì là các cây trồng chính, và thủy lợi rộng lớn được sử dụng. Các nguồn tài nguyên thiên nhiên bao gồm chì, kẽm, sắt, và đá vôi.
Tỉnh có một cơ sở hạ tầng giao thông vận tải phát triển tốt, với hơn 2500 km đường bộ.